# Aférese (medicina)
No sentido médico, aférese ou "aferesis" significa separar ou retirar. É um termo usado em hematologia para definir  a separação dos diversos elementos do sangue colhido de doadores. O sangue é separado em glóbulos, plaquetas e plasma. Usam-se os glóbulos de preferência ao sangue total em muitas situações para prevenir a hipervolémia (aumento do volume de sangue), as plaquetas quando o paciente só necessita de plaquetas e o plasma em situações bem específicas de hipovolémia.